# Martin Hippe
Martin Hippe, né le 4 avril 1986 à Essen en Allemagne, est un pilote de course automobile allemand ayant participé au championnat European Le Mans Series ainsi que le championnat Asian Le Mans Series. Il a remporté le championnat pilote des Asian Le Mans Series dans la catégorie LMP3 en 2018-2019.

## Carrière
En 2016, après un arrêt de près de 10 ans dans le monde du sport automobile, Martin Hippe s'est engagé avec l'écurie polonaise Inter Europol Competition afin de participer au Championnat VdeV dans la catégorie LMP3 aux mains d'une Ligier JS P3 avec comme copilote le pilote polonais Jakub Śmiechowski. Il participa ainsi à 7 courses à travers l’Europe pour monter en 6 occasions sur le podium dont 5 victoires. Il remporta ainsi le championnat en ayant marqué 294.5 points.

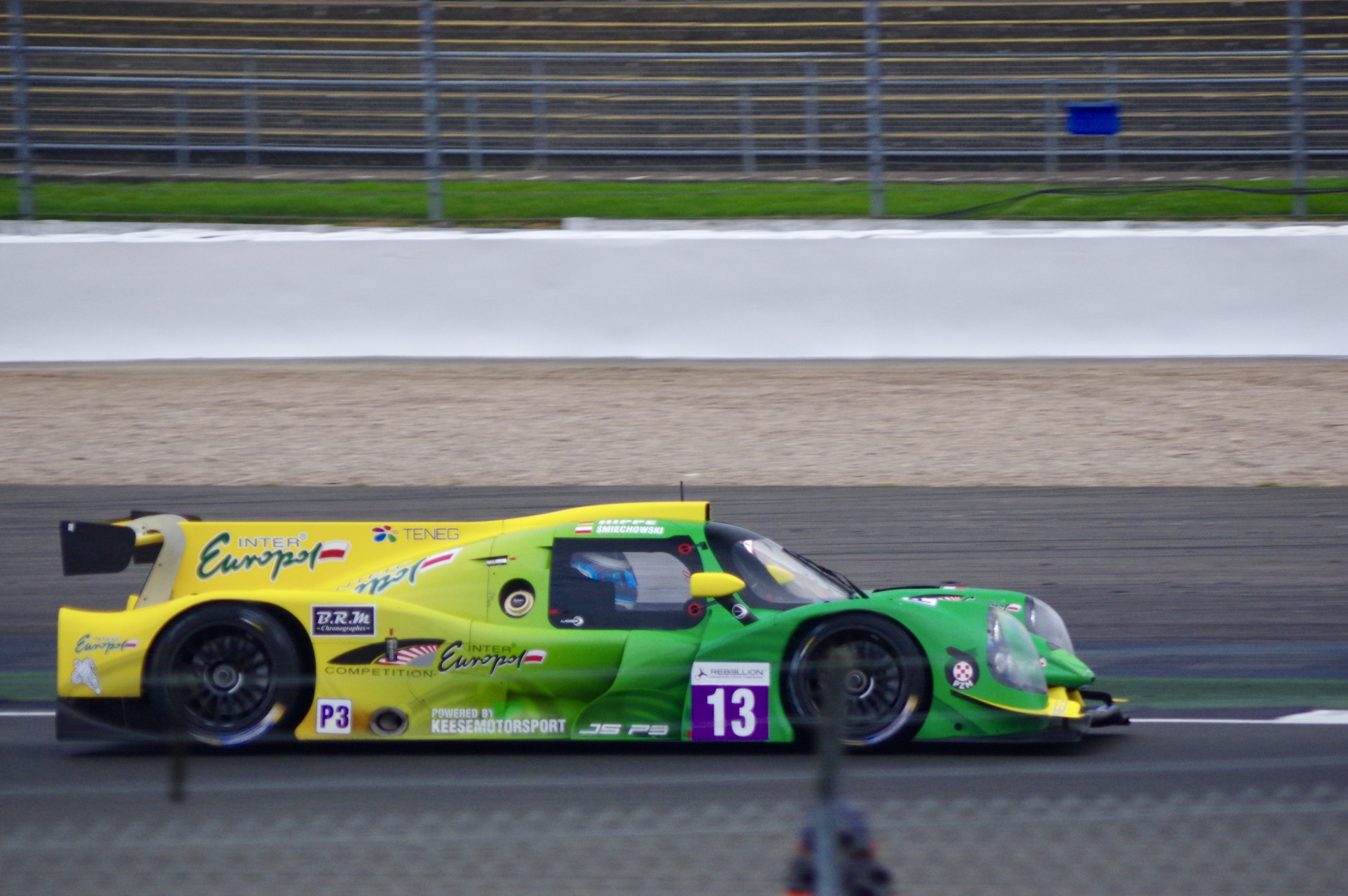
La Ligier JS P3 de l'écurie polonaise Inter Europol Competition lors des 4 Heures de Silverstone 2017

En 2017, Martin Hippe, toujours avec l'écurie polonaise Inter Europol Competition et son copilote Jakub Śmiechowski, s'engagea dans le championnat European Le Mans Series. Pour cette première saison à ce niveau, il a obtenu des performances honorables avec comme meilleure performance une 2e place lors des 4 Heures du Castellet. Il finira ainsi en 5e position du championnat pilote LMP3 en ayant marqué 56 points.
En 2018, Martin Hippe a poursuivi son engagement avec l'écurie polonaise Inter Europol Competition et son copilote Jakub Śmiechowski dans le championnat European Le Mans Series. Par rapport à la saison précédente, des progrès ont été réalisés avec deux podiums dont une 3e place lors des 4 Heures du Red Bull Ring et une victoire lors des 4 Heures de Portimão. Il finira ainsi en 2e position du championnat pilote LMP3 en ayant marqué 70.25 points. En fin de saison, il participa pour la première fois au championnat Asian Le Mans Series. Cette expérience se déroula de la meilleure des manières car il a remporté deux courses, les 4 Heures de Shanghai et les 4 Heures de Sepang, et deux secondes places lors des 4 Heures de Fuji et les 4 Heures de Buriram. Il remporta ainsi le championnat en ayant marqué 87 points.

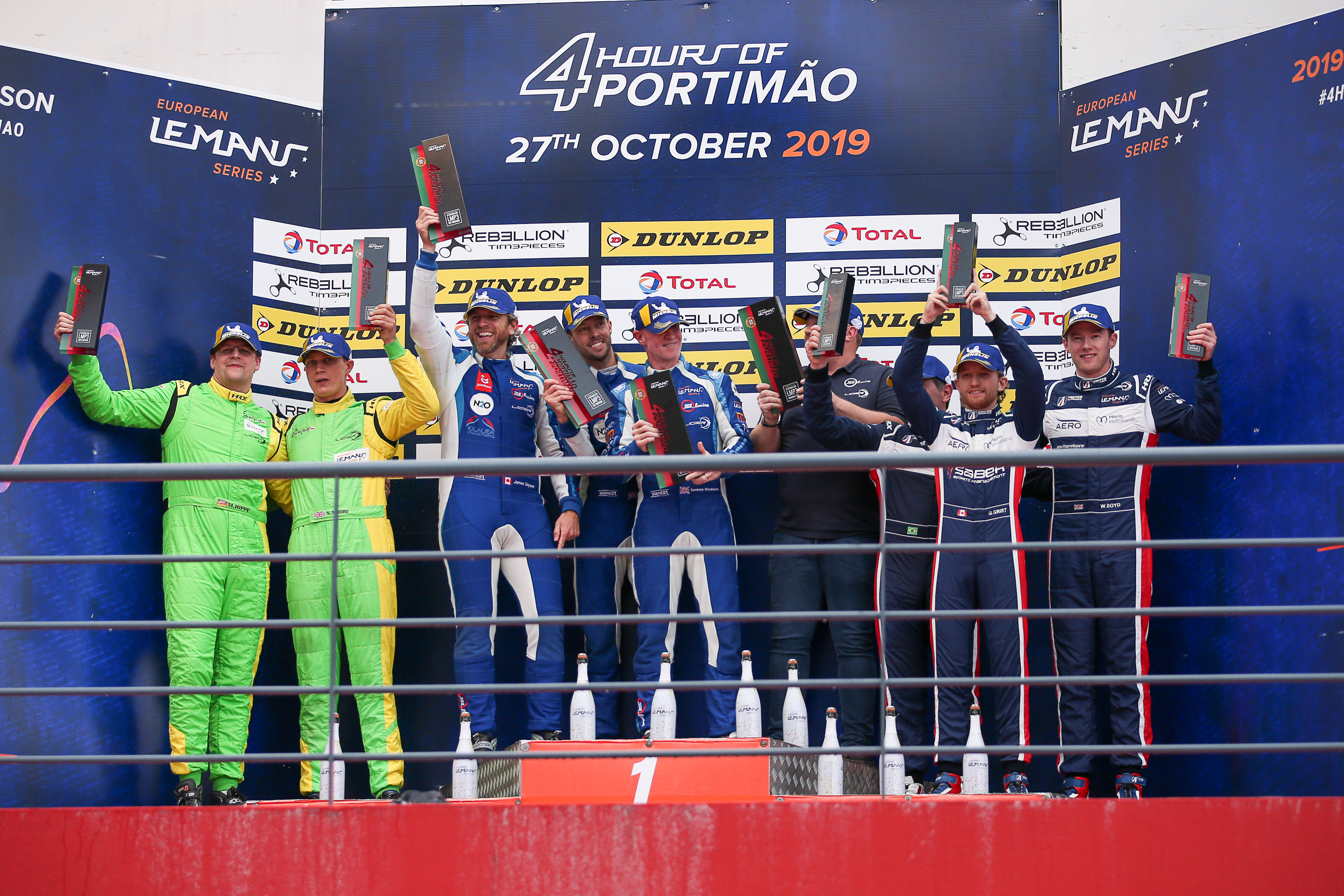
Martin Hippe sur le podium des 4 Heures de Portimão 2019 avec Nigel Moore

En 2019, Martin Hippe a poursuivi son engagement avec l'écurie polonaise Inter Europol Competition dans le championnat European Le Mans Series. Par contre, pour la première fois depuis 2016, il a changé de copilote pour faire équipage avec le pilote britannique Nigel Moore. Pour cette troisième saison à ce niveau, Martin Hippe a réalisé de bonnes performances en finissant sur le podium pour les cinq premières courses du championnat. Malheureusement, pour la finale, lors des 4 Heures de Portimão, il a bouclé la course en 11e position et de ce fait a perdu le titre pilote pour finir en 2e position avec 94.5 points. Comme la saison précédente, il participa également au championnat Asian Le Mans Series. Il réalisa un bon début de championnat en finissant sur le podium pour les trois premières courses et arriva au 4 Heures de Buriram en position pour être de nouveau titré. Malheureusement, un abandon durant la course a ruiné tous ses espoirs. Il finira ainsi en 3e position du championnat pilote LMP3 en ayant marqué 59 points.
En 2019, Martin Hippe a poursuivi son engagement avec l'écurie polonaise Inter Europol Competition dans le championnat European Le Mans Series. À partir des 4 Heures de Monza, il a changé de copilote avec le remplacement du pilote britannique Nigel Moore par le pilote français Dino Lunardi. Dans cette saison raccourcie pour cause de pandémie du Covid-19, la moindre erreur est fatale dans l'optique du championnat. Cette erreur se déroula lors des 4 Heures de Spa-Francorchamps où la voiture de Martin abandonna pour cause de sortie de piste. Malgré les 4 podiums obtenus dont une victoire lors des 4 Heures de Monza, il a fini pour la 3e année consécutive en 2e position du classement pilote LMP3.

## Palmarès

### Résultats enEuropean Le Mans Series
| Année | Ecurie                    | Châssis        | Moteur                      | Classe | 1     | 2        | 3     | 4     | 5      | 6        | Position | Points |
| ----- | ------------------------- | -------------- | --------------------------- | ------ | ----- | -------- | ----- | ----- | ------ | -------- | -------- | ------ |
| 2017  | Inter Europol Competition | Ligier JS P3   | Nissan VK50VE 5,0 l V8 Atmo | LMP3   | SIL 6 | MON 6    | RBR 5 | LEC 2 | SPA 4  | POR Abd. | 5e       | 56     |
| 2018  | Inter Europol Competition | Ligier JS P3   | Nissan VK50VE 5,0 l V8 Atmo | LMP3   | LEC 4 | MON 4    | RBR 3 | SIL 5 | SPA 12 | POR 1    | 2e       | 70.25  |
| 2019  | Inter Europol Competition | Ligier JS P3   | Nissan VK50VE 5,0 l V8 Atmo | LMP3   | LEC 3 | MON 2    | BAR 1 | SIL 2 | SPA 2  | ALG 11   | 2e       | 94.5   |
| 2020  | Inter Europol Competition | Ligier JS P320 | Nissan VK56 5,6 l V8 Atmo   | LMP3   | LEC 2 | SPA Abd. | LEC 3 | MON 1 | POR 3  |          | 2e       | 73     |

### Résultats enAsian Le Mans Series
| Année     | Ecurie                    | Châssis      | Moteur                      | Classe | 1     | 2     | 3     | 4        | Position | Points |
| --------- | ------------------------- | ------------ | --------------------------- | ------ | ----- | ----- | ----- | -------- | -------- | ------ |
| 2018-2019 | Inter Europol Competition | Ligier JS P3 | Nissan VK50VE 5.0 L V8 Atmo | LMP3   | SHA 1 | FUJ 2 | THA 2 | SEP 1    | 1re      | 87     |
| 2019-2020 | Inter Europol Competition | Ligier JS P3 | Nissan VK50VE 5,0 l V8 Atmo | LMP3   | SHA 1 | BEN 2 | SEP 3 | CHA Abd. | 3e       | 59     |